# 1841年の相撲
1841年の相撲（1841ねんのすもう）は、1841年の相撲関係のできごとについて述べる。

## 興行
- 1月場所（江戸相撲）[1]
  - 興行場所:本所回向院
  - 2月4日（旧1月13日）より晴天10日間興行
- 7月場所（大坂相撲）[2]
  - 興行場所:難波新地
  - 晴天10日間興行
- 8月場所（京都相撲）[2]
  - 興行場所:三条川東
  - 9月22日（旧8月8日）より晴天10日間興行
- 11月場所（江戸相撲）[3]
  - 興行場所:本所回向院
  - 12月16日（旧11月4日）より晴天10日間興行